# Danh sách trường đại học ở Việt Nam có đào tạo ngành Kỹ thuật y sinh
Kỹ thuật y sinh là một bộ môn khoa học ứng dụng dựa trên các nguyên lý cơ bản trong kỹ thuật và các ý tưởng về thiết kế để đưa ra giải pháp trong y học, sinh học cũng như các mục đích chăm sóc sức khỏe khác (ví dụ như các chẩn đoán hoặc liệu pháp điều trị). Chương trình đào tạo ngành Kỹ thuật Y sinh nhằm trang bị cho sinh viên một nền tảng kiến thức vững chắc về Điện, Điện tử, Tin học cùng với các kiến thức cơ bản về Sinh học, Y học để giải quyết các vấn đề về Kỹ thuật Y sinh.

## Danh sách
Hiện nay ở Việt Nam, chỉ có các trường đào tạo hàng đầu mới đủ khả năng đào tạo chuyên ngành này như: 
1. Trường Đại học Bách khoa Hà Nội
2. Trường Đại học Kỹ thuật Lê Quý Đôn
3. Trường Đại học Bách khoa, Đại học Quốc gia Thành phố Hồ Chí Minh
4. Trường Đại học Quốc tế, Đại học Quốc gia Thành phố Hồ Chí Minh
5. Trường Đại học Công nghệ thông tin và truyền thông, Đại học Thái Nguyên
6. Trường Đại học Sư Phạm Kỹ thuật Thành phố Hồ Chí Minh
7. Trường Đại học Nguyễn Tất Thành
8. Trường Đại học Phenikaa

## Kỹ sư Y sinh
Sau khi nắm vững kiến thức của ngành học này, các kỹ sư sẽ có nhiều lựa chọn cho sự nghiệp như:
- Giữ vị trí kỹ sư lâm sàng tại bệnh viện, trung tâm y tế: Quản lý, vận hành các trang thiết bị y tế, làm việc chung với các bác sĩ trong các nghiên cứu và tư vấn kỹ thuật.
- Nắm vị trí kỹ sư trong các Công ty sản xuất kinh doanh Thiết bị Y tế. Trong lĩnh vực này hơn 90% là các công ty nước ngoài tham gia thị trường Việt Nam với nhu cầu tuyển dụng cao và mức lương hấp dẫn.
- Nghiên cứu cải tiến, chế tạo mới các thiết bị y tế phù hợp với hoàn cảnh và nhu cầu của Việt Nam.
- Đây là một trong những ngành tiến tiến đối với thế giới vì vậy số lượng học bổng sau đại học là lớn nhất trong các ngành kỹ thuật.